# Azzurra IRC Network

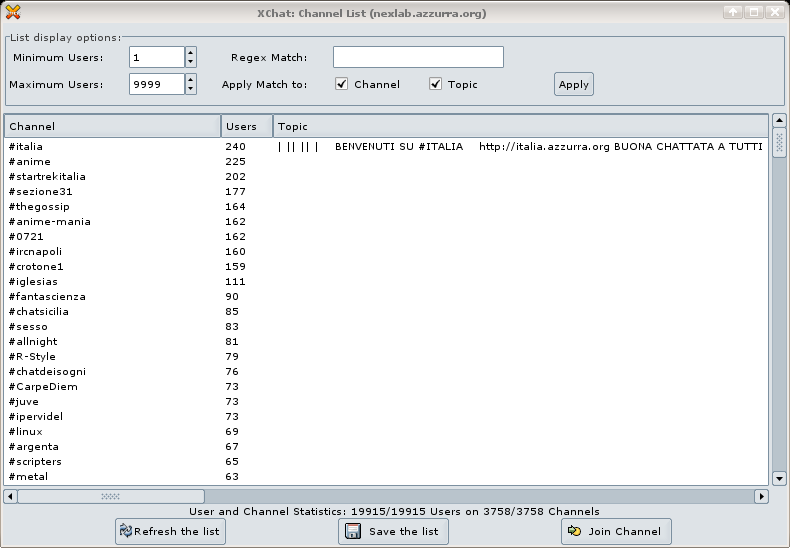
Una finestra di X-Chat con la lista canali di Azzurra

Azzurra IRC Network è una rete di server IRC italiana nata nel 1997 e divenuta negli anni 2000 una delle comunità IRC italiane più note e frequentate.

## Storia
Azzurra sorse nel 1997, ispirata dalla più nota rete DALnet, per l'utilizzo di servizi (services) di registrazione utenti e canali al fine di proteggerli dall'appropriazione indebita da parte di altri utenti. 
Inizialmente fu nota in particolar modo per il canale IRC ufficiale di Soleluna, l'etichetta discografica di Jovanotti.
Divenne considerevolmente più frequentata a partire dal 2000, in seguito all'aggiunta di un server presso il portale web Libero. Azzurra era, secondo i dati di netsplit.de, la rete IRC che contava più utenti tra quelle italiane. Intorno al 2003 dichiarava di avere 2 milioni di connessioni al mese, con picchi di quasi 10.000 utenti in contemporanea, ed essere stabilmente tra le prime 15 reti IRC al mondo, nonostante fosse praticamente solo di lingua italiana.
Tra i server c'erano quelli di diversi grandi provider nazionali, quali Telecom Italia e Wind.
Nel 2005 Azzurra pubblicò il codice sorgente del proprio software, basato sul server bahamut sviluppato da DALnet.
A seguito di alcune problematiche sorte con il gestore del dominio, lo staff di Azzurra ha dichiarato che la rete verrà riorganizzata sotto il nome Azzurra.chat. Attualmente la rete è raggiungibile sia tramite il dominio storico azzurra.org sia tramite il nuovo dominio azzurra.chat.

## Servizi
- Services: servizi di registrazione per nickname e canali e altri servizi
  - ChanServ
  - NickServ
  - SeenServ
  - MemoServ
  - HelpServ
  - StatServ
- Indirizzo IP parzialmente offuscato (umode +x)
- Possibilità di connessione tramite SSL
- Connettività IPv4 e IPv6